# Московски протокол
За протокол потписан у Москви 1929, види Литвиновљев споразум
Московски протокол (чешки и словачки: Moskevský protokol, званично Протокол преговора делегација ЧССР и СССР) је био документ који су у Москви потписале политичке вође Чехословачке након Прашког пролећа. Преговори су вођени од 23. до 26. августа 1968. Главни потписници су били председник Лудвик Свобода, први секретар централног комитета Комунистичке партије Чехословачке Александер Дубчек и већина министара и вођа комунистичке партије (међу њима и Густав Хусак). Једини званичник који је пруисуствовао преговорима а који је одбио да потпише Протокол је био Франтишек Кригел.
Овај документ је имао многе одредбе, укључујући и обећања да ће се сачувати социјализам у Чехословачкој, да ће се деловати у складу са обећањима из Братиславске декларације, да ће бити одбачен 14. партијски конгрес и његове резолуције, да ће се обуздати критичност чехословачких медија и да ће бити одбачено свако мешање у Источни блок од стране Савета безбедности Уједињених нација.